# Société des hauts fourneaux, forges et aciéries de Pompey
La Société des Hauts Fourneaux, Forges et Aciéries de Pompey est une société sidérurgique française, créée en 1872.

## Historique
À la suite du traité de Francfort qui donne le nord de la Lorraine (et ses industries sidérurgiques) à l'Empire allemand, Auguste Dupont et Alphonse Fould décident, en 1872, de transférer à Pompey, village viticole de 750 habitants proche de Nancy, l'usine qui devait remplacer les Forges d'Ars-sur-Moselle, vendues en 1873.

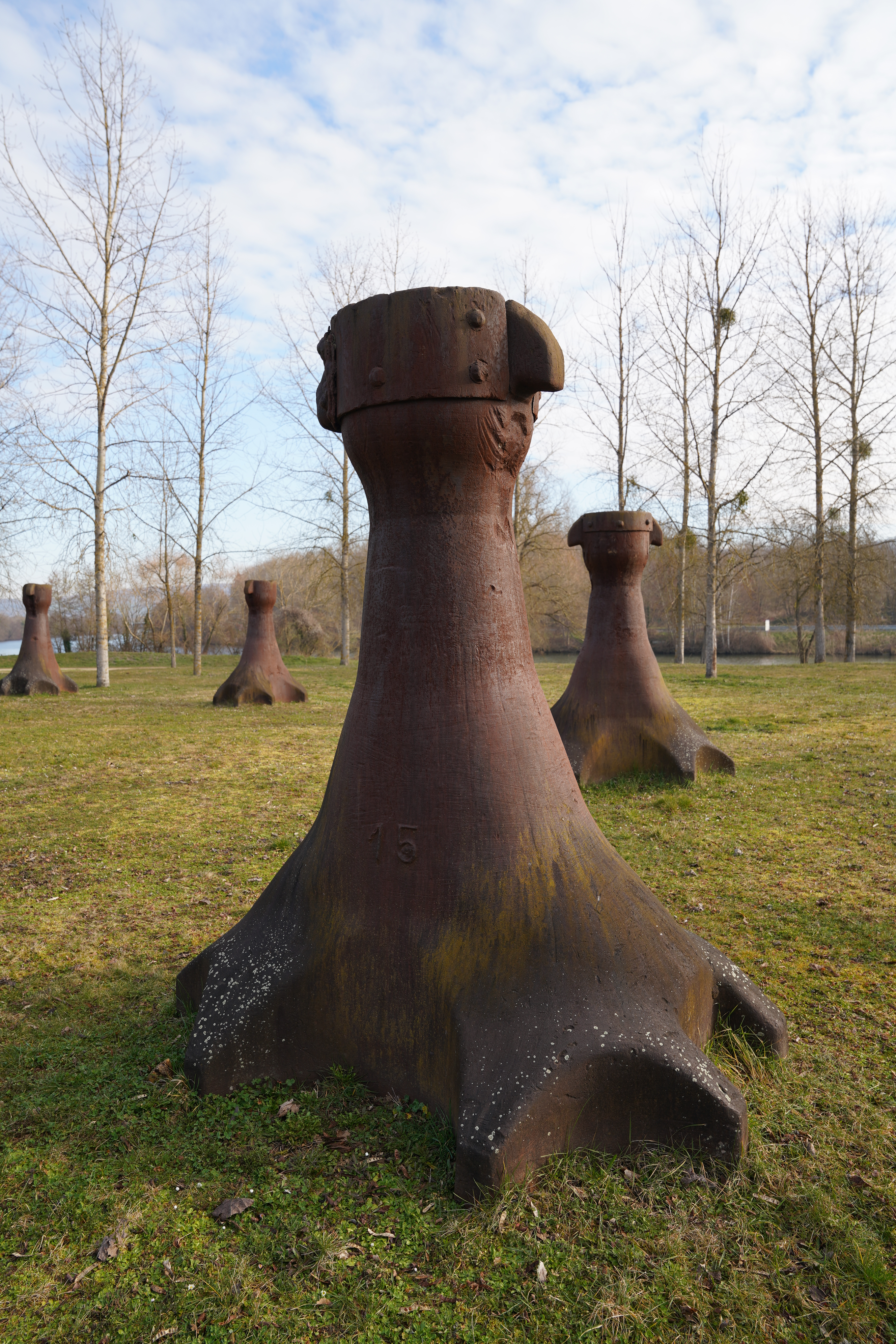
Matériel du démantèlement de la société placés proche du pont SNCF entre Frouard et Pompey.

Ils y construisent un premier groupe de deux hauts fourneaux au coke en 1874-1875, puis deux autres, mis en marche en 1900 et 1905. Alphonse Fould, devenu seul gérant, fait évoluer en 1897 la société Fould-Dupont en société anonyme sous le nom de Société des Hauts Fourneaux, Forges et Aciéries de Pompey. Son fils René et petit fils Émile lui succéderont ensuite à la tête de la société.

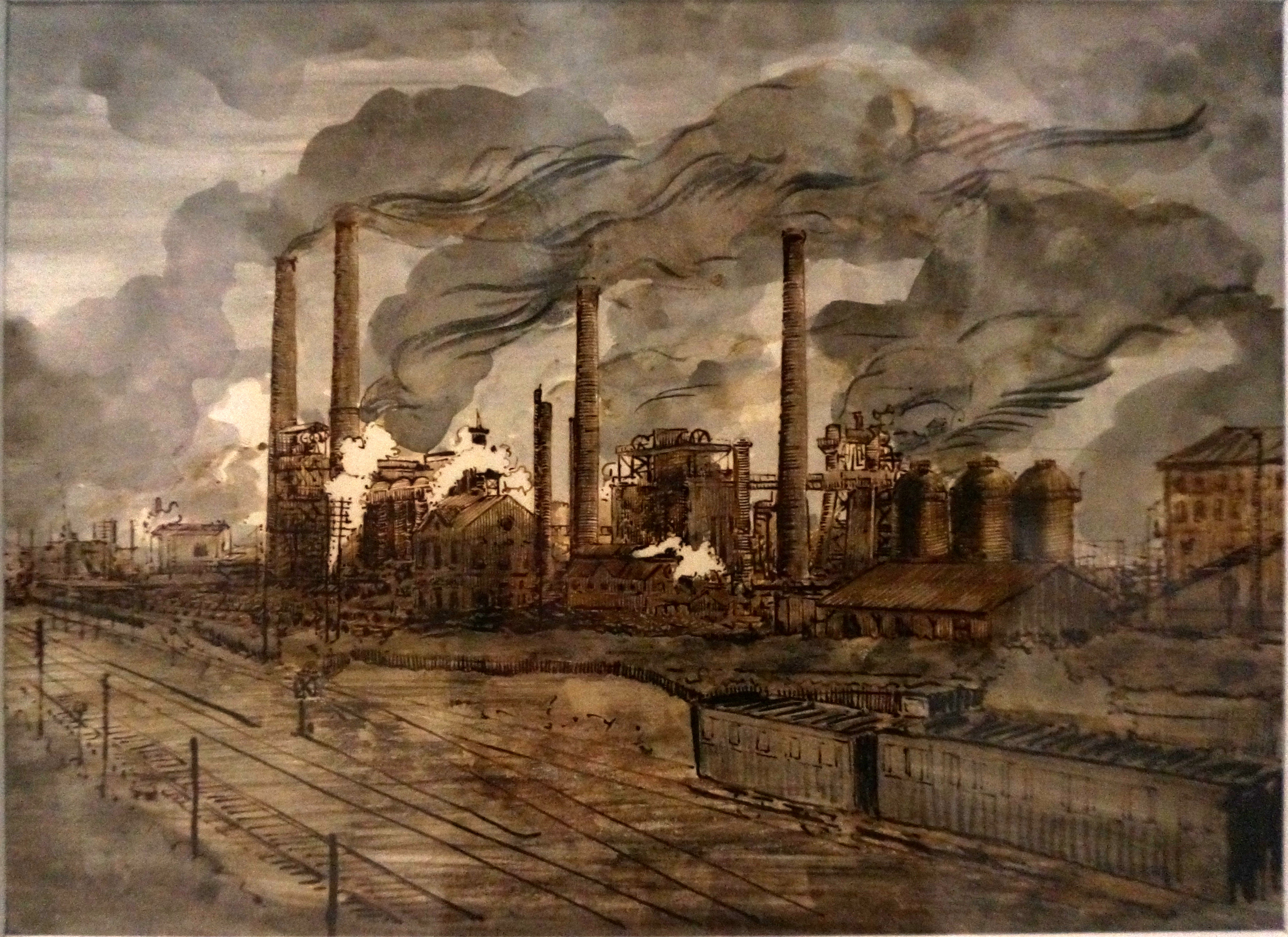
Lors de la Grande guerre.

L'entreprise s'illustre en 1887 par une commande exceptionnelle, la fourniture de plus de 8 000 tonnes de fer puddlé afin d'ériger à Paris la tour que l'entrepreneur Gustave Eiffel souhaite montrer à la prochaine exposition universelle.

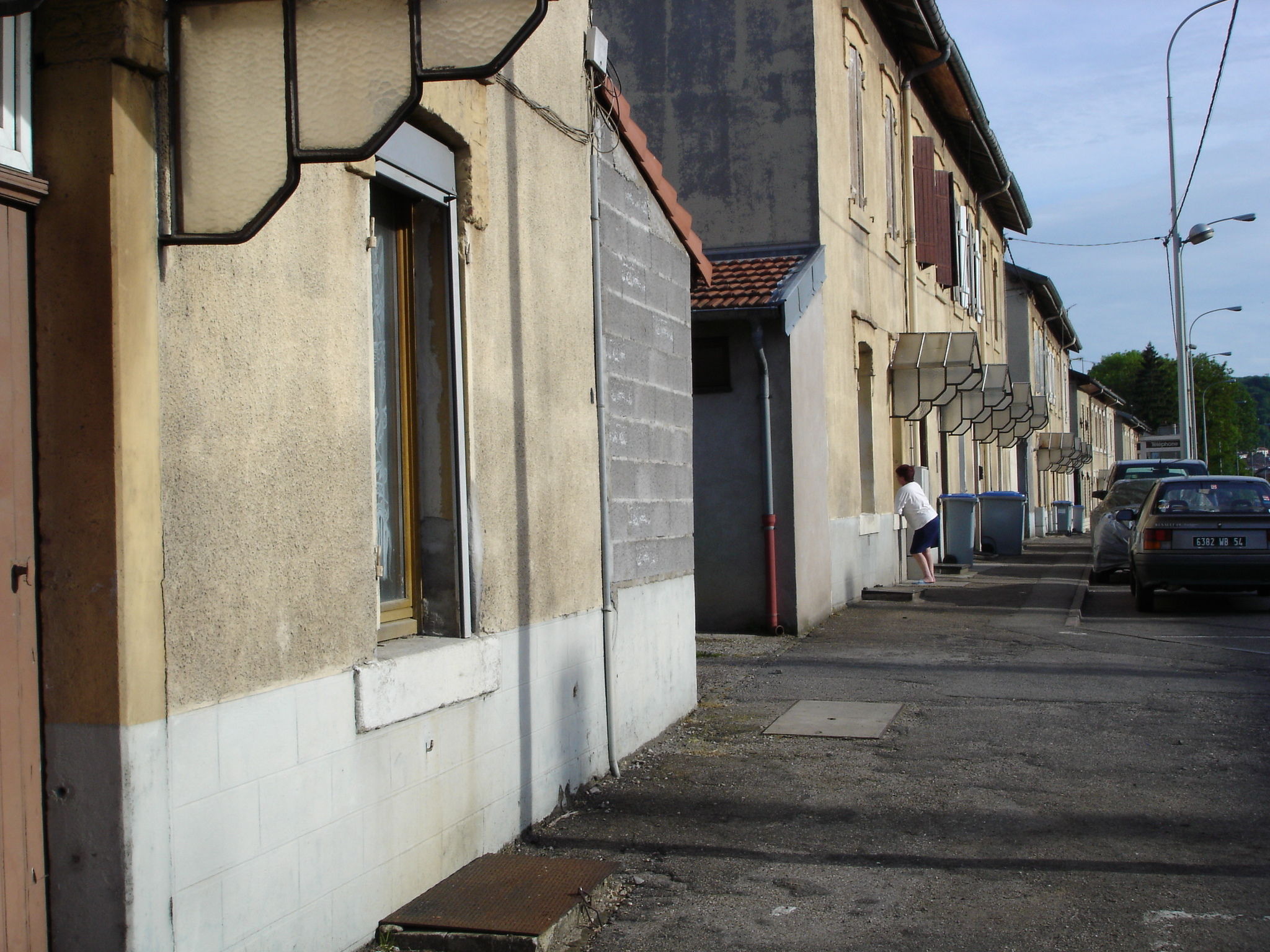
Maisons ouvrières de la société.

Les hauts fourneaux, arrêtés en 1914, doivent être reconstruits. Le HF2 est remis en route en janvier 1916, le HF1, en mars 1916. Ce n'est qu'en août 1920 que le HF3 est rallumé ; le HF4 redémarre en août 1930 après avoir été entièrement mécanisé et modernisé. En 1930, l'usine tourne donc à nouveau avec quatre hauts fourneaux. Ils connaissent une modernisation entre 1956 et 1965. Le HF1 est spécialisé dans la fabrication de fonte spéciale de ferromanganèse. Un haut fourneau est arrêté en 1968-1969. En 1974, deux hauts fourneaux sont en travaux. En 1984, la crise de la sidérurgie mène à l'arrêt d'un haut fourneau, suivi d'un second en 1985 et du dernier (le HF1) le 25 mai 1986.
Un blooming est mis en service en 1976.

## Sources
1. ↑  (en) Roman V. Sondermayer, Mineral yearbook : The mineral industry of France, USGS, 1976 (lire en ligne), p. 401

- Jean Lambert-Dansette, Histoire de l'entreprise et des chefs d'entreprise en France – L'entreprise entre deux siècles (1880-1914) - Les rayons et les ombres, vol. 5, éditions L'Harmattan, 2009.
- « États de service de Monsieur Alphonse Fould, chef et seul propriétaire de la  maison Fould-Dupont, page 1 », « page 2 », 18 décembre 1889, base Leonore de la Légion d'Honneur.